# Arthur Wellesley, 1. vévoda z Wellingtonu
Arthur Wellesley, 1. vévoda z Wellingtonu (pravděpodobně 1. května 1769 – 14. září 1852) byl britský vojevůdce a státník. Narodil se v Irsku a od roku 1787 sloužil v britské armádě jako Ensign (přibližně podporučík). V Irsku později sloužil jako pobočník dvou správců Irska a byl zvolen poslancem Irského parlamentu. Jako plukovník bojoval v Nizozemsku a Indii a byl jmenován guvernérem Seringapatamu a Mysore.
Získal vynikající pověst jako generál ve španělské válce za nezávislost a po vítězství spojeneckých armád nad Francouzi roku 1813 v bitvě u Vitorie byl jmenován polním maršálkem. Roku 1815 vedl spojenecká vojska, která porazila Napoleona Bonaparteho v bitvě u Waterloo.
Dvakrát vykonával funkci předsedy vlády Toryů a podílel se roku 1829 na přijetí zákona zabezpečujícího emancipaci katolíků. Byl odpůrcem reformy volebních obvodů do parlamentu, ale nedokázal zabránit přijetí zákona, který prováděl jejich úpravu. Až do konce svého života byl vrchním velitelem britské armády a členem Sněmovny lordů.

## Mládí
Arthur Wellesley (původně Wesley, ale sám si roku 1789 pravopis svého příjmení změnil na Wellesley, šlo o návrat k původnímu jménu rodiny, které bylo používáno do 17. století, změna mu byla úředně povolena) se narodil jako čtvrtý syn Garreta Wesleye, 1. hraběte z Morningtonu, a jeho ženy Anny. Je pravděpodobné, že se narodil v Dublinu. Jako datum narození se uvádí buď 29. duben, nebo 1. květen 1769, ale jeho životopisci pokládají za pravděpodobnější datum 1. května.
Studoval na škole v Dangamu, později na Whyteho akademii v Dublinu a nakonec na Brownově škole v Chelsea. Poté přestoupil na Eton College, kde studoval v letech 1781 až 1784. Malé úspěchy na této škole a nedostatek financí po smrti jeho otce vedly roku 1785 k přestěhování Arthura a jeho matky do Bruselu.
O rok později nastoupil do francouzské královské akademie jezdectví v Angers, kde se naučil skvěle jezdit na koni a zdokonalil se ve francouzštině. Ke konci roku 1786 se vrátil do Anglie.

## Počáteční kariéra
S ohledem na finanční potíže rodiny mu jeho bratr Richard zajistil v březnu 1787 přijetí do armády, kde sloužil jako podporučík. V říjnu téhož roku byl na přímluvu svého bratra zařazen do funkce pobočníka nového správce Irska a v prosinci byl povýšen na poručíka. V době služby v Dublinu měly jeho povinnosti společenský charakter – návštěva plesů, doprovázení hostů a poskytování rad svému veliteli.
O dva roky později se zapojil do politiky a byl zvolen poslancem dolní komory irského parlamentu. Roku 1791 byl povýšen do hodnosti kapitána. V té době se zahleděl do Kitty Pakenhamové, dcery hraběte z Longfordu. Jeho nabídka k sňatku byla ale jejím bratrem odmítnuta, protože byl považován za mladého, zadluženého a s malou perspektivou. Aby zvýšil své renomé, koupil si vyšší šarži (v té době to byl běžný postup v anglické armádě). Roku 1793 se stal majorem a v září si za peníze půjčené od svého bratra koupil hodnost podplukovníka.

## Nizozemsko
Roku 1793 byl vévoda z Yorku vyslán do Vlámska jako velitel vojsk, které měly připravit invazi do Francie. Roku 1794 se k nim připojil i pluk, ve kterém sloužil Wellesley. V době tohoto vojenského tažení dosáhl funkce velitele brigády. Jeho vojsko zajišťovalo linie u řeky Waal. Tažení skončilo neúspěchem a Yorkova armáda se vrátila roku 1795 zpět. Jemu tato akce přinesla první užitečné vojenské zkušenosti. Uvědomil si důležitost přípravy vojenských akcí velením, naučil se používat opakovanou střelbu proti postupujícím liniím nepřítele a uvědomil si důležitost podpory z moře.
Po návratu byl znovu zvolen poslancem Irského parlamentu. Doufal, že by se mohl stát ministrem války v irské vládě, ale nový správce Irska mu nabídl pouze méně významnou pozici, kterou odmítl a vrátil se zpět ke svému pluku v Southamptonu. Jeho oddíl byl vyslán do Indie a do Kalkaty dorazil v únoru 1797.

## Indie

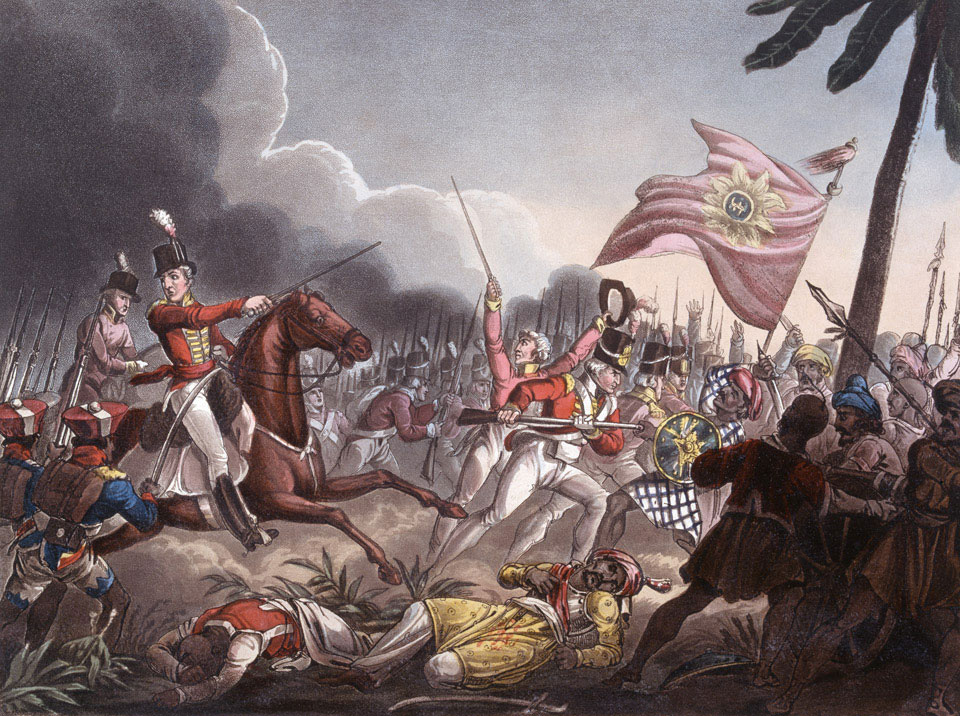
Wellesley v bitvě proti Maráthské řiši v Indii roku 1803

Po několika měsících byl vyslán na krátkou expedici na Filipíny. Poté, co se vrátil do Indie, se dověděl, že jeho starší bratr Richard se stal guvernérem Indie. Součástí rozšíření teritoria spravovaného Východoindickou společností bylo vyslání vojenských sil pro dobytí Seringapatamu. Asi 24.000 vojáků pod velením generála Harrise bylo vysláno do Madrasu a v srpnu se k nim připojil i Wellesley se svým plukem.
Po rozsáhlých a pečlivých logistických přípravách (jejich hlavním organizátorem byl on sám) vyrazilo jádro armády na 400 km pochod džunglí z Madrasu do Mysore. První střet se sultánovým vojskem se odehrál v mírném údolí. Nařídil pravidelnou střelbu do řad nepřátel a sám se účastnil bitvy v přední linii. Britské vojsko přinutilo nepřátelské síly ustoupit.
Bezprostředně poté, co dorazili k Seringapatamu, zahájili Britové bitvu o Seringapatam. Obdržel rozkaz zaútočit na sousední vesnici, aby tak připravil cestu pro dělostřelectvo. Nepřítel byl dobře připraven, Britové útočili v neznámém terénu ve tmě, a tak operace skončila neúspěchem. Po několika týdnech ostřelování se podařilo narušit obranné hradby a Britové opevnění dobyli.
Po bitvě se hlavní vojenské síly pod velením generála Harrise vrátily zpět a on se ve svých 30 letech stal novým guvernérem Seringapatamu a Mysore. Reformoval zde daňový a soudní systém, aby zajistil pořádek a zabránil úplatkářství. V dubnu 1802 byl povýšen do hodnosti generálmajora. V listopadu byl určen, aby vedl druhou anglo-morátskou válku.

## Návrat domů
Po mnoha letech strávených v Indii požádal v červnu 1804 o návrat do Velké Británie. Za jeho zásluhy mu byl udělen Řád lázně. Poté, co jeho bratrovi skončilo v březnu 1805 funkční období guvernéra, vrátili se oba bratři domů. S ohledem na jeho funkci dostal svolení ke sňatku s Kitty Pakenhamovou.
Roku 1806 byl za Torye zvolen do parlamentu a dva roky zastával funkci správce Irska. Roku 1807 se stal členem tajné rady. Jeho politickou kariéru přerušila výprava do Evropy, kde se měl připojit k akcím proti francouzskému vojsku na Pyrenejském poloostrově.

## Španělská válka za nezávislost
Napoleon Bonaparte ovládal Evropu a roku 1807 nařídil vpád do Portugalska a Španělska. Wellesley se připravoval na výpravu do Venezuely, ale poté, co vzpoura proti okupaci Francouzi v Madridu zahájila Španělskou válku za nezávislost, byl se svým vojskem vyslán do Portugalska. Roku 1808 porazil Francouze v bitvách u Rica a Vimeria, ale byl nucen odstoupit z velitelské funkce po druhé bitvě. Generál Dalrymple poté podepsal kontroverzní dohodu ze Sintry, která určovala, že britské královské námořnictvo dopravilo francouzské vojáky z Lisabonu.
Mezitím Napoleon dorazil do Španělska se svou armádou, aby potlačil španělskou vzpouru a nový velitel britských sil John Moore padl v bitvě u Coruñe. I když se válka s Francií nevyvíjela pro Británii dobře, bylo Portugalsko místem, kde Britové se svými spojenci vzdorovali Francii. Proto poslal vládě memorandum, ve kterém obhajoval Lisabon jako hlavní základnu, protože královské námořnictvo mohlo posílit jeho ochranu. Vláda souhlasila s tímto názorem a on byl jmenován hlavním velitelem posílených vojenských sil v Portugalsku.
V dubnu 1809 zahájil ofenzívu. V bitvě u Porta překročil řeku Douro a napadl francouzské vojsko v Portu. Poté se spojil se španělskou armádou a chtěli zaútočit na Madrid. V bitvě u Talavera porazili vojsko vedené maršálem Victorem. Za toto vítězství byl povýšen do šlechtického stavu jako vikomt z Wellingtonu.
Roku 1810 napadla francouzská armáda vedená maršálem Andre Massenou Portugalsko. Nálady v britském táboře nebyly příznivé a převládal názor o nutnosti evakuace z Portugalska. On ale nejdříve zpomalil postup Francouzů u Buçaca a zabránil obsazení lisabonského poloostrova vybudováním mohutných náspů. Bezradné a unavené francouzské vojsko bylo nuceno ustoupit. Wellington je pronásledoval, v bitvě u Sabugalu je porazil a donutil odejít z Portugalska. V pozdějším tažení do Španělska porazil Francouze v bitvě u Salamanca a tím osvobodil Madrid. Za odměnu byl jmenován hrabětem a později markýzem z Wellingtonu a bylo mu svěřeno velení spojeneckého vojska ve Španělsku.
Roku 1813 zahájil novou ofenzívu proti Francouzům. Zaútočil na dopravní cestu, kterou byli Francouzi zásobováni, a přinutil je tak opustit Madrid a Burgos. Osobně se účastnil Bitvy u Vitorie, kde vedl oddíl vojáků proti francouzskému centru. Po několika dalších bitvách vpadla britská armáda do jižní Francie. Krátce po dobytí Toulouse dorazila zpráva o Napoleonově porážce a jeho abdikaci. Byl oslavován jako vítěz a jmenován vévodou z Wellingtonu.

## Bitva u Waterloo

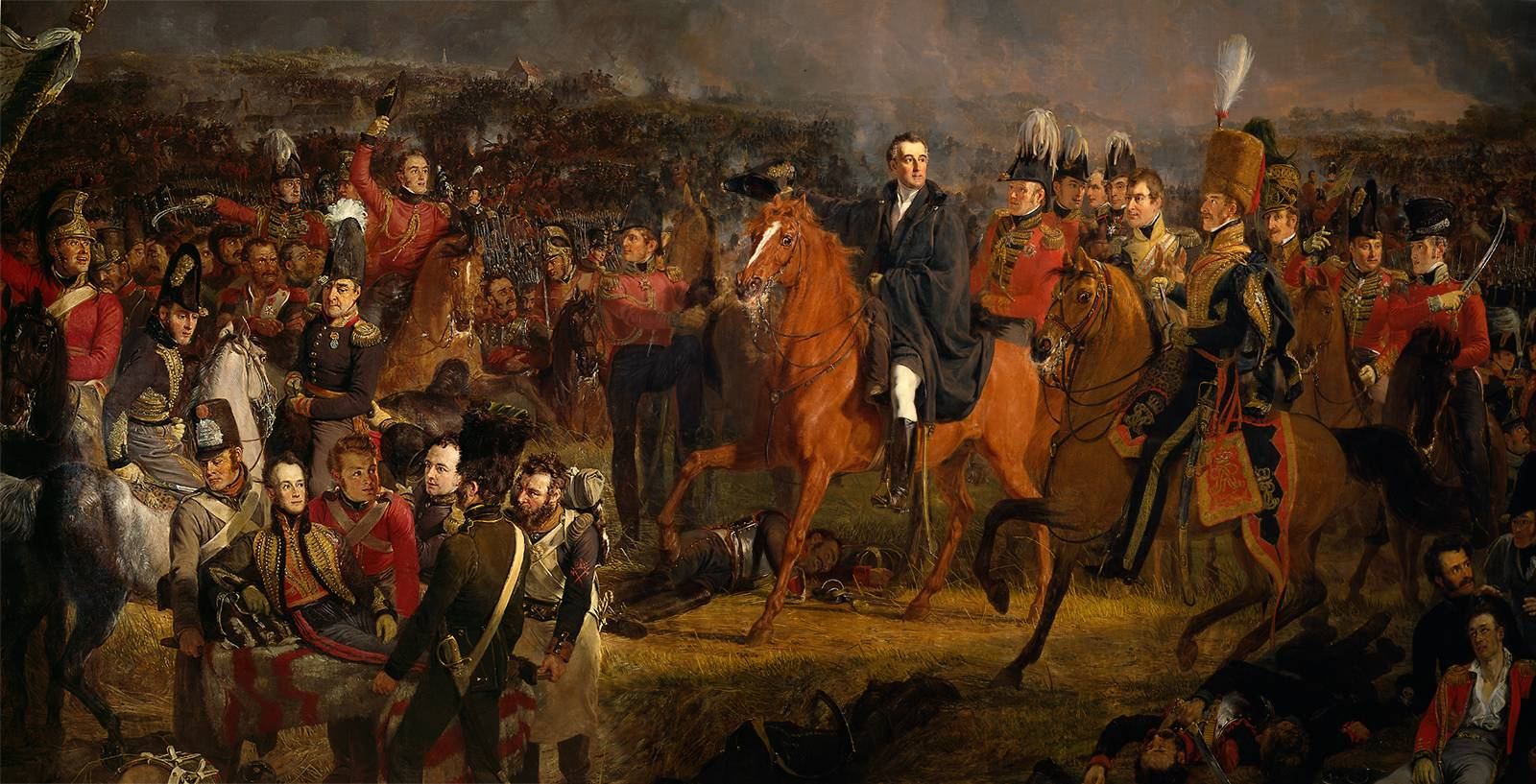
Wellesley v bitvě u Waterloo

Dne 26. února 1815 Napoleon unikl z Elby, vrátil se do Francie a v květnu obnovil svou vládu v zemi. Wellesley proto odjel z Vídně a dorazil do Belgie, kde převzal velení nad britsko-německou armádou a spojeneckým vojskem nizozemsko-belgickým, které byly podporovány pruskými silami vedenými Gebhardem von Blücherem. Francouzi vtrhli do Belgie, porazili pruské vojsko u Ligny a vybojovali nerozhodnou bitvu s Wellingtonovým vojskem. Spojenecké vojsko bylo nuceno ustoupit, aby nabralo nové síly.
O dva dny později, 18. června, došlo u Waterloo k rozhodující bitvě, která znamenala konečnou porážku Napoleona. Dne 22. června Napoleon abdikoval a byl dopraven na ostrov Svatá Helena. Bitva u Waterloo znamenala konec napoleonských válek a je označována jako jedna z nejdůležitějších bitev historie.

## Premiér
Do politiky vstoupil roku 1819, kdy se stal členem vlády Toryů a nedlouho poté byl jmenován vrchním velitelem britské armády. Roku 1828 byl jmenován britským premiérem.
Byl konzervativním premiérem a obával se, že by se anarchie iniciovaná francouzskou revolucí mohla rozšířit i do Británie. Jeho hlavním tématem prvního období jako předsedy vlády byla emancipace katolíků. Tato snaha narazila na velký odpor především ve Sněmovně lordů, kde ji Wellington obhajoval v jednom ze svých nejlepších projevů. Zákon završující emancipaci katolíků (Catholic Relief Act 1829) byl přijat přes odpor mnoha Toryů a Wellington se musel spolehnout na pomoc Whigů.
Jeho vláda padla roku 1830. V druhé polovině roku vypukly nepokoje. Whigové, kteří nesestavovali vládu od 70. let, viděli svou šanci v realizaci politických reforem. Wellington prosazoval politiku Toryů založenou na setrvání současného politického systému a výsledkem bylo vyslovení nedůvěry vládě v listopadu 1830. Jeho nástupcem se stal Charles Grey.

## Pozdní období
Whigové navrhli první reformní zákon, který byl dolní komorou parlamentu přijat, byl ale odmítnut ve Sněmovně lordů. Následovaly volby, které s převahou vyhráli Whigové. Navrhli druhý reformní zákon, který dopadl stejně jako první. Vláda sestavená Whigy odstoupila roku 1832 a Wellington nebyl schopen sestavit vládu, která by měla podporu v Dolní sněmovně. To přinutilo Jiřího IV. pověřit sestavením vlády opět Charlese Greye. Nakonec horní komora parlamentu reformní zákon přijala poté, co jí král pohrozil jmenováním nových peerů v dostatečném množství pro odsouhlasení zákona.
Ve vedení Toryů, kteří se postupně transformovali na konzervativce, byl Wellington nahrazen Robertem Peelem. Když se Toryové dostali roku 1834 znovu k moci, vzdal se Wellington šance stát se premiérem ve prospěch Peela. V té době ale Peel pobýval v Itálii a tak po tři týdny zastával funkci premiéra místo něho. V první Peelově vládě pak zastával funkci ministra zahraničí a ve druhé ministra bez portfeje a předsedy dolní komory parlamentu.
Z politického života se Wellington stáhl roku 1846, i když byl stále vrchním velitelem britské armády. Konzervativní strana se mezitím roku 1846 rozdělila v názoru na dodatečné clo na dovoz obilí. Wellington i nadále podporoval Peela, zatímco většina poslanců byla jeho odpůrci.
Zemřel roku 1852. Jako pocta za jeho zásluhy mu byl vystrojen státní pohřeb. Byl pohřben v katedrále svatého Pavla vedle Horatia Nelsona.

## Rodina
Od roku 1806 byla jeho manželkou Catherine Pakenham (1772–1831) z irského šlechtického rodu hrabat z Longfordu a sestra generála Edwarda Pakenhama (1778–1815). Z jejich manželství se narodil jediný syn Arthur Richard Wellesley, 2. vévoda z Wellingtonu (1807–1884), který díky otci dosáhl vysokých hodností v armádě a funkcí u dvora.
Z Arthurových sourozenců byl nejstarší bratr Richard Wellesley, 1. markýz Wellesley (1760–1842), který byl generálním guvernérem v Indii (1798–1805), britským ministrem zahraničí (1809–1812) a irským místokrálem (1821–1828). Další bratr William Wellesley, 3. hrabě z Morningtonu (1763–1845) díky starším bratrům dosáhl také vysokého postavení v politice. Nejmladší z bratrů Henry Wellesley, 1. baron Cowley (1773–1847) byl dlouholetým velvyslancem ve Španělsku, Francii a Rakousku.